# Der glückliche Prinz und andere Märchen

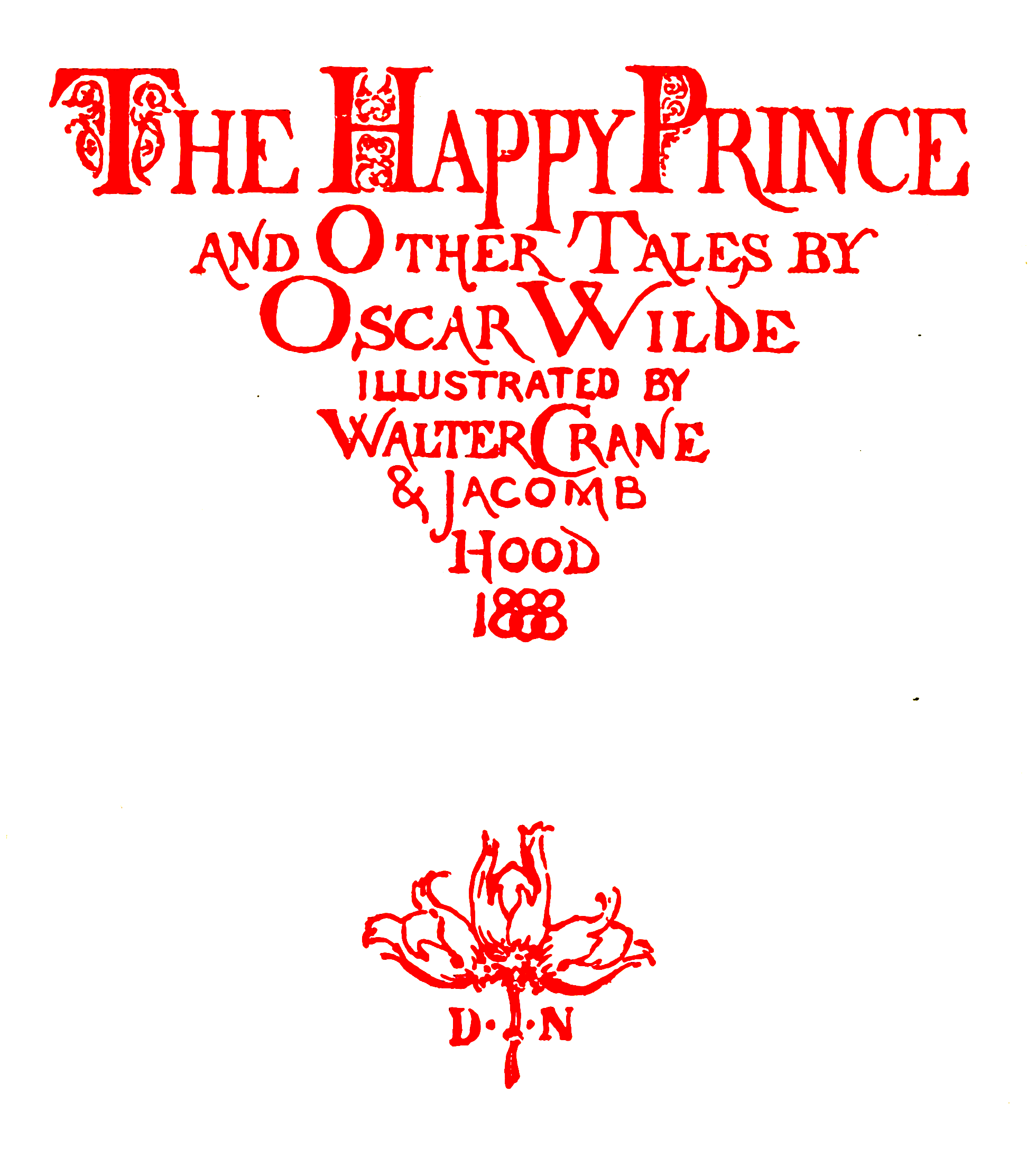
Titelblatt der Erstausgabe von 1888

Der glückliche Prinz und andere Märchen (englisch The Happy Prince and Other Tales) ist eine im Jahre 1888 erschienene Sammlung von fünf Kunstmärchen des irischen Schriftstellers Oscar Wilde. Wildes erste Märchensammlung war zugleich sein erstes Prosawerk. Die Erstausgabe enthielt Illustrationen von Walter Crane.
Leid, Leiden, Mitgefühl und Selbstsucht sind die allen in der Sammlung enthaltenen Erzählungen gemeinsamen Themen. Die Märchen sind in einem schmückenden und sinnlichen Stil geschrieben, welcher einen scheinbar einfachen Inhalt hat.

## Inhalt
- Der glückliche Prinz (The Happy Prince) ist das Titelmärchen und erzählt von einer sehr kostbaren, mit Gold und Edelsteinen verzierten Denkmalfigur. Diese ist vom Elend der Stadt so gerührt, dass sie eine Schwalbe bittet, ihre Reichtümer unter den armen Menschen zu verteilen. Nachdem die Statue unansehnlich geworden ist, wird diese durch eine Statue des Bürgermeisters ersetzt und ein Engel bringt die Seele der Schwalbe und ihres Auftraggebers in den Paradiesgarten.
- Die Nachtigall und die Rose (The Nightingale and the Rose) handelt von einem Studenten, der für seine Angebetete die schönstmögliche Rose sucht und eine Nachtigall findet, die für ihn die Rose mit ihrem Herzblut erblühen lässt. Als der Student jedoch von der Liebe enttäuscht wird, wirft er die Rose achtlos fort.
- Der selbstsüchtige Riese (The Selfish Giant) handelt von einem Riesen, der aus Selbstsucht allen Kindern verbietet, seinen Garten zu betreten. Gottes Zorn über die Tat des Riesen lässt im Garten einen ewigen Winter herrschen, bis einen Tages ein paar Kinder in den Garten schlüpfen und diesen und des Riesen Herz erblühen lassen. Ein Kind hat Wundmale an Händen und Füßen.
- Der ergebene Freund (The Devoted Friend) ist die Geschichte des hilfsbereiten Hans, der sich für den selbstsüchtigen Müller sogar nachts ins Moor begibt, dort aber ertrinkt.
- Die bedeutende Rakete (The Remarkable Rocket) erzählt von einem selbstverliebten Feuerwerkskörper, der zur Demonstration seiner Sensibilität in Tränen ausbricht, dabei aber so nass wird, dass er nicht mehr zündet und schließlich weggeworfen wird.